# 마리우스 니쿨라에
마리우스 콘스탄틴 니쿨라에(루마니아어: Marius Constantin Niculae, 1981년 5월 16일, 부쿠레슈티 ~)는 "화살"(루마니아어: Săgeată)이라는 별칭으로도 알려진 루마니아의 전직 축구 선수로, 현역 시절 중앙 공격수로 활약했다.
니쿨라에는 부쿠레슈티의 유소년부를 졸업하고 1군에서 신고식을 치렀다. 그는 1996년에 불과 15세의 나이로 첫 1군 경기를 치렀고, 2001년까지 디비지아 A 경기에 100번 출전해 44골을 기록했다. 그는 이후 프리메이라리가의 스포르팅 리스본으로 $3M 이적료에 입단했다. 그러나, 그의 실제 이적료는 $4.5M 정도로 추산된다. 그는 포르투갈 리그 시절 수 차례 부상을 당해 59번의 리그 경기에서 14골을 넣는데 그쳤고, 2005년에 구단을 떠났다. 그는 이후 스탕다르 리에주, 마인츠 05, 그리고 인버네스 캘리도니언 시슬을 거쳐 2008년 7월에 디나모 부쿠레슈티로 복귀했다. 그는 디나모에서 4년을 보내며 구단 주장을 맡다가 2012년 7월에 바슬루이로 떠났다.
그는 리그를 2번 우승했고,(1번은 디나모 부쿠레슈티에서, 1번은 스포르팅 리스본에서) 3번 쿠파 로므니에이를 들어올렸고, UEFA컵 준우승에 입상했으며, 수페르쿠파 로므니에이와 수페르타사 칸디두 드 올리베이라를 1번씩 우승했다. 2001년, 니쿨라에는 20골을 기록해 디비지아 A 득점왕에 등극했다. 같은 해, 니쿨라에는 루마니아 올해의 축구 선수 2위로도 선정되었다.
신체 조건이 뛰어난 스트라이커로, 공중 경합에 두각을 나타내는 니쿨라에는 불과 18세의 나이로 2000년에 루마니아 국가대표팀 첫 경기를 뛰었고, 유로 2008에 자국을 대표로 출전했다. 니쿨라에는 2012년에 처음으로 국가대표팀 주장을 맡았는데, 투르크메니스탄전에서 정주장 러즈반 라츠가 빠져 대신 완장을 찼다. 그는 루마니아 국가대표팀에서 44경기에 출전하여 15골을 기록했다.